# Neamul Românesc
Neamul Românesc a fost o revistă bisăptămânală fondată de Nicolae Iorga la 10 mai 1906. Era ilustrată cu portrete ale țăranului român în ipostaze idealiste și populară printre învățații de la țară (pentru care era distribuită gratuit), promovând teorii antisemite și atrăgând asupra sa oprobriul autorităților și al presei urbane. Era prezentată ca ziar politic de orientare națională și de atitudine democratică.
Publicația, care în decursul timpului a apărut cu o periodicitate diferită, a fost principala tribună prin care Iorga și-a exprimat atitudinea față de fenomenele sociale, politice, culturale, din țară și străinătate.
În 1907 Nicolae Iorga și-a cumpărat o casă în Vălenii de Munte, unde și-a instalat propria tipografie „Neamul românesc”, pentru a putea scoate singur revista.
În 1916 în urma înfrângerilor suferite de armata română în Primul Război Mondial, Iorga s-a refugiat la Iași, unde a tipărit Neamul Românesc cu o frecvență cotidiană.
Revista și-a încetat apariția în 1940, când la putere a ajuns Horia Sima, adversar declarat al lui Iorga, iar la 27 noiembrie 1940, Iorga a fost asasinat de legionari.